# Montespertoli
Montespertoli és un comune (municipi) de la ciutat metropolitana de Florència, a la regió italiana de la Toscana, situat uns 20 km al sud-oest de Florència. L'1 de gener de 2018 tenia 13.497 habitants.
Montespertoli limita amb els següents municipis: Barberino Val d'Elsa, Castelfiorentino, Certaldo, Empoli, Lastra a Signa, Montelupo Fiorentino, San Casciano in Val di Pesa, Scandicci i Tavarnelle Val di Pesa.
La presència d'assentaments humans a la zona data de les èpoques romana i etrusca, encara que els pobles del municipi modern són coneguts des del segle xi, quan s'esmenten San Pietro in Mercato i Lucardo. El 1393, el barri de Montespertoli va ser adquirit per la família Machiavelli.

## Llocs d'interès
- Pieve de San Pietro in Mercato, consagrada l'any 1057.
- Pieve de Santa Maria a Coeli Aula, coneguda des del segle ix.
- Església de Sant'Andrea a Montespertoli (segle xvi), amb fragments del segle xii d'una font baptismal de Santa Maria a Coeli a Aula, i una Madonna amb sants atribuïda a Niccolò di Pietro Gerini.
- Església de San Michele Arcangelo a Castiglioni (segle xii).
- Castell de Montegufoni, antiga residència dels Acciaioli i més tard de George Sitwell.
- Castell de Sonnino, antiga residència de l'estadista Sidney Sonnino, actualment un celler.[2]